# Jean Henri Le Febvre
Jean Henri Le Febvre est un homme politique français né le 17 février 1869 à Montpellier (Hérault) et décédé le 18 mars 1946 à Fleury-les-Aubrais (Loiret).

## Biographie
Licencié en droit, il entre à l'école militaire de Saint-Cyr en 1890. Il quitte l'armée en 1903 et s'installe dans l'Indre, pour gérer ses domaines. Maire de Rosnay en 1908, il est député de l'Indre de 1919 à 1924, siégeant à droite, au groupe de l'Entente républicaine démocratique. 